# Stöffelberg-Pfullinger Berg
Das Gebiet Stöffelberg-Pfullinger Berg ist ein mit Verordnung vom 29. Januar 2016 durch das Regierungspräsidium Tübingen ausgewiesener Bannwald (Schutzgebiet-Nummer 100772) und Schonwald (Schutzgebiet-Nummer 200383) in Baden-Württemberg.

## Lage
Der Bann- und Schonwald liegt im Stadtwald der Städte Reutlingen und Pfullingen, direkt östlich angrenzend an den Reutlinger Stadtteil Gönningen. Der Bann- und Schonwald ist Teil des FFH-Gebiets Nr. 6620-343 Albtrauf zwischen Mössingen und Gönningen sowie des Biosphärengebiets Schwäbische Alb und des Vogelschutzgebiets Nr. 7422-441 Mittlere Schwäbische Alb. Ein Teil des Bann- und Schonwalds liegt im Naturschutzgebiet Hochwiesen-Pfullinger Berg.

## Schutzzweck
Der Schutzzweck des Bannwaldes ist es gemäß Schutzgebietsverordnung die unbeeinflusste Entwicklung gebietstypischer Waldgesellschaften (Eichen- und Buchen-Steppenheidewaldgesellschaften, Berg- und Schluchtwaldgesellschaften, Weißjura-Hangbuchenwälder, Wälder der Kalkschutthänge und Mergelhänge) mit ihren Tier- und Pflanzenarten zu sichern sowie die wissenschaftliche Beobachtung der Entwicklung zu gewährleisten.
Der Schutzzweck des Schonwaldes ist die Erhaltung, Pflege und Entwicklung eines ausgedehnten, artenreichen und naturnahen Waldökosystems aus heimischen Baumarten mit seltenen naturnahen Waldgesellschaften und hohen Anteilen besonderer Waldbiotope. Weiterer Schutzzweck ist der Beitrag zur Erhaltung der biologischen Vielfalt in Europa.

## Betreuung
Wissenschaftlich betreut wird der Bannwald durch die Forstliche Versuchs- und Forschungsanstalt Baden-Württemberg (BVA).